# Château de Tynnelsö
Le château de Tynnelsö est un château suédois, situé sur l'île de Tynnelsö, sur le lac Mälar. Il se trouve à quelques kilomètres de la ville de Strängnäs.
Il a été construit à partir du XIIIe siècle par les évêques du diocèse de Strängnäs.

## Description du château
Le château de Tynnelsö compte cinq étages. Le premier étage et la tour ont été conservés depuis le Moyen Âge.
Les murs sont en briques et le toit est surmonté d'une lanterne datant du début du XIXe siècle. Sur le côté nord se trouve un escalier élevé, avec une fenêtre en gradins. Le portail principal est conservé et a été ajouté au début du XVIIe siècle. De la même époque datent les peintures décoratives intérieures et deux encadrements de cheminée en grès sculpté. Autour du château et du jardin, des tilleuls ont été plantés. Ils sont toujours présents mais sont devenus sauvages.
En 1876, un manoir en pierre de style villa italienne fut construit de l'autre côté du détroit, sur Selaön, où se trouve la majeure partie des terres du domaine. Le nouveau bâtiment s'appelle aujourd'hui la ferme de Tynnelsö. 

## Histoire

### Époque médiévale
Tynnelsö est mentionnée pour la première fois en 1282 et, à partir de 1306, elle appartient au diocèse de Strängnäs. Au cours du XIVe siècle, la ville fut souvent visitée par les rois de Suède et, à la fin du siècle, l'évêque Tord Gunnarsson (mort en 1401) aurait fait construire la plus ancienne maison en pierre fortifiée. L'évêque Kort Rogge (1479-1501) a construit dans les années 1490 la solide maison en pierre qui forme les étages inférieurs du château.

### La période Vasa
En 1522, les forces de Gustav Vasa s'emparent de Tynnelsö. En 1527, il remit le château à la Couronne et, par la suite, séjourna souvent à Tynnelsö. Son épouse, la reine Margareta Eriksdotter (Leijonhufvud), mourut au château le 26 août 1551. Après la mort du roi en 1560, Tynnelsö fut détenu pendant un certain temps par la reine douairière Catherine Stenbock.
Le château appartenait au duché du duc Karl, dont il prit possession en 1568. Il l'a donné à ses épouses Maria (1579) et Kristina (1592). Le duc a agrandi le château dans les années 1590, lui donnant l'aspect qu'il a encore aujourd'hui. Il construisit les deux extensions en forme de tour sur le château médiéval de l'évêque Rogge, qui avait un plan presque carré.
Tynnelsö a ensuite été détenu par le duc Karl Philip et la reine douairière Maria Eleonora de Brandebourg. La reine Kristina l'a donné à sa cousine Elisabet Gyllenhielm, la fille de Karl Philip, en 1636.

### Les derniers habitants et la décadence
Après la réduction de Karl XI, Tynnelsö a été transféré à la couronne en 1681. Il a été détenu par la reine douairière Hedvig Eleonora de 1685 à 1715, et en 1725, il a été remis à Anna Woynarowska en guise de paiement partiel d'un prêt à Karl XII. Elle fut la dernière personne à vivre dans le château.
Anna Woynarowska vendit le toit en cuivre, ce qui entraîna le délabrement du bâtiment. En 1738, le domaine fut vendu au roi Fredrik Ier. Il le donne aux comtes de Hessenstein, ses fils illégitimes avec Hedvig Taube.

### Histoire ultérieure
Le domaine fut vendu en 1779 à Simon Bernhard Hebbe (1726-1803), conseiller. En faveur de son fils, Philip Bernhard Hebbe (1764-1834), il fit du domaine un fideikommiss en 1800. En 1826-1827, il fit réparer l'extérieur du vieux château et démolir l'extension sud. Le château fut également équipé d'un nouvel escalier. Au sommet du toit, il fit construire la lanternine ou « salon », qui caractérise la silhouette actuelle du château.
Tynnelsö fut hérité par le fils de Philip Bernhard Hebbe, le secrétaire royal Johan Philip Hebbe, et à sa mort, le domaine passa au petit-fils de son neveu, le cavalier, plus tard gouverneur du comté, Philip Boström. Il commanda des plans pour la restauration et la modernisation du château, mais il trouva le projet inadapté et le nouveau manoir de Selaön fut construit à la place en 1876. Le vieux château fut finalement laissé à l'abandon.
À la mort de Boström en 1908, le fideicommissum passe à son fils aîné, le chambellan Erland Boström (1876-1967). Il est donné à l'Académie suédoise des lettres en 1940. En 1987, il est transféré au Conseil des biens nationaux (SFV), mais reste géré par la Direction nationale du patrimoine de Suède jusqu'en 2015, date à laquelle le SFV en reprend la gestion. En janvier 2025, le SFV a annoncé que le château de Tynnelsö était à vendre.
Dans le cadre d'une rénovation planifiée, la lanterne du toit a été restaurée et les fondations ont été révisées. Dans l'attente de travaux supplémentaires à l'intérieur, le château est fermé.

### Le jardin du château
Johan Philip Hebbe a aménagé un grand verger au château. Il est décrit sur des plans détaillés conservés aux Archives nationales. Les documents montrent que chaque arbre fruitier est marqué et porte un numéro qui est inscrit dans un catalogue. Le plan devait être conservé dans un tiroir du manoir. Les couloirs portent le nom de membres de la famille royale, d'évêques et d'autres personnalités.
Un bloc abritait une pépinière et une école d'arbustes. Des ruisseaux et des vignobles se trouvaient à proximité. Le château et d'autres bâtiments, comme la maison du jardinier, sont également mentionnés.

## Source
- (sv) Cet article est partiellement ou en totalité issu de l’article de Wikipédia en suédois intitulé « Tynnelsö » (voir la liste des auteurs).